# Paul Feller
Pour les articles homonymes, voir Feller.
Paul Feller (28 novembre 1913 à Rambouillet, dans les Yvelines, en France - 24 janvier 1979 à Lille) fut sergent de cavalerie et prêtre.

## Biographie
À 18 ans, à la demande de son père mourant, il reprend ses études. En 1937, à 25 ans, il prend conscience de sa vocation religieuse et commence son noviciat chez les Jésuites. Quand la guerre éclate, il est affecté dans la cavalerie avec le grade de sergent. Il est fait prisonnier,  interné au camp de Trèves, en Allemagne, où il sympathise avec Jean-Paul Sartre, occupé à la composition d'une pièce de théâtre, une « Nativité », connue sous le titre de  Bariona, ou le Fils du tonnerre. En 1941, comme tous les autres religieux du camp, Paul Feller est transféré en Poméranie, à Neubrandenbourg : il parvient à s'évader. Durant l'été 1941, il est démobilisé, à Pau, avec le statut d'évadé. En 1943, il rejoint la 2e DB dont le transit s'effectue par l'Angleterre.
En 1947,sa formation chez les Jésuites s'achève et il est donc ordonné prêtre. Il demande à exercer son ministère dans les paroisses à forte densité ouvrière. En octobre 1950, il enseigne les mathématiques en classes de  Quatrième et Troisième, à Amiens. En 1953, il est aumônier en second des ateliers-écoles de la Chambre de Commerce de Paris. Le directeur, André Conquet,  ancien formateur des usines Renault, le met en relation avec Michel Ragon  qui  l'aidera à concrétiser un projet de bibliothèque spécialisée sur les métiers, projet  qui lui tient fort à cœur. Très vite, il rassemble  de nombreux livres essentiellement en  français, en allemand, en anglais dont quelques-uns sont fort rares. Une de ses acquisitions, les 35 volumes in-folio de l'Encyclopédie ou Dictionnaire raisonné des sciences, des arts et des métiers de Diderot et d'Alembert, influencera considérablement son appréhension des métiers, des outils de façonnage à main. Il anime des rencontres d'apprentis. Il fait la connaissance de Jean Bernard, Président de l'Association Ouvrière des Compagnons du Devoir.
En 1954, Paul Feller fonde l'organisme Technique Education Culture  (T.E.C)  qui regroupe toute la documentation qu'il a pu rassembler. Il décide de commencer un apprentissage de couvreur, mais ses supérieurs, jugeant cette activité par trop exposée à un éventuel accident, lui ordonnent d'arrêter et de rejoindre Lille. À l'automne 1957, il se rend à la forge, chaque matin (pendant 11 ans), afin d'œuvrer, de « frapper à devant » : c'est la seule condition pour accéder à la connaissance et passer ainsi « du dehors au-dedans du métier ». La collection d'outils commencée en 1957 devient importante, et Paul Feller acquiert la conviction qu'elle doit aller aux Compagnons du Devoir afin que l'œuvre puisse être poursuivie. La donation aura lieu en 1969.
En 1967 il est victime d'un accident cérébral ; il arrête la forge et prend la décision d'écrire le livre L'Outil, en 1961et demande à Fernand Tourret de l'aider dans cette aventure. Il part à Reims pour préparer l'exposition et s'attèle au nettoyage des outils jusqu'à l'ouverture de la « Maison » dans laquelle il vivra jusqu'en 1978. Le 15 juin 1974 est inaugurée la Maison de l'Outil et de la Pensée Ouvrière après plus de cinq années de restauration de l'Hôtel de Mauroy à Troyes. Paul Feller meurt d'une polymyosite (paralysie générale des muscles).